# Långtora
Långtora är kyrkbyn i Långtora socken i Enköpings kommun, Uppland.

## Allmänt

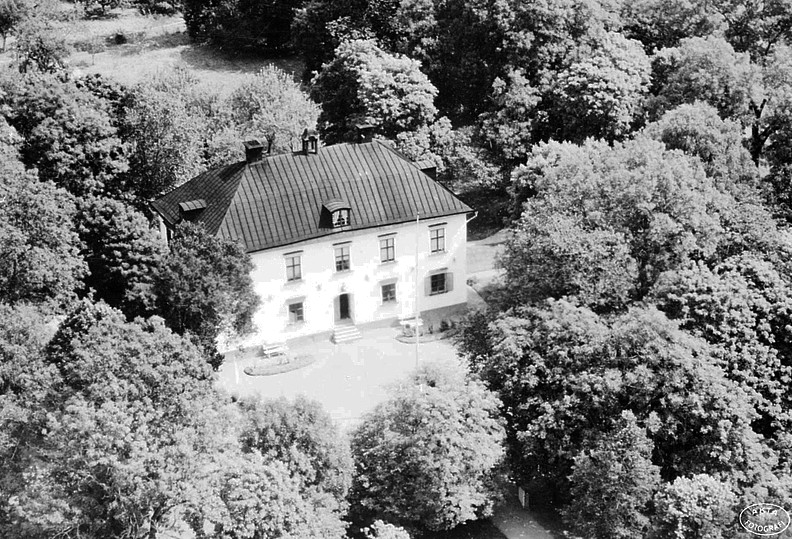
Långtora gård från luften 1947.

Byn består av enfamiljshus samt bondgårdar och är belägen runt Långtora gård. Söder om byn flyter Långtora bäck. Vid bäcken ligger Långtora kyrka. Orten genomkorsas av länsväg C 565 och länsväg C 566.